# Serge Pelletier
Serge Pelletier (* 21. November 1965 in Montréal, Québec) ist ein kanadisch-schweizerischer Eishockeytrainer.

## Karriere
Pelletier spielte im Juniorenbereich in seiner Heimat Québec sowie an der Université du Québec à Trois-Rivières.
Zwischen 1989 und 1997 arbeitete Pelletier als Trainer in der Jugendabteilung des HC Lugano, ehe er von 1997 bis 2000 zum Assistenztrainer der Männermannschaft des Vereins in der National League A (NLA) aufstieg.
Zur Saison 2000/01 verpflichtete der NLA-Verein HC Fribourg-Gottéron Pelletier als Cheftrainer. Seine erste Amtszeit bei den „Dragons“ endete 2002. Im Oktober desselben Jahres trat er beim EV Zug die Nachfolge des entlassenen Headcoaches Doug Mason an; ihm gelang es, den EVZ zum Ligaverbleib zu führen.
Pelletier wurde zur Folgesaison 2003/04 von einem weiteren NLA-Klub als Cheftrainer unter Vertrag genommen: Beim HC Ambrì-Piotta stand er bis November 2005 an der Bande. Unter seiner Leitung erreichte die Mannschaft zweimal die Playoffs.
Er kehrte 2006 für eine zweite Amtszeit zu Fribourg-Gottéron zurück, amtete als Cheftrainer und Sportdirektor. In den Saisons 2007/08 und 2008/09 erreichten die „Dragons“ unter Pelletier das Playoff-Halbfinal. Obwohl er die Mannschaft zuvor erneut in die Playoffs geführt hatte, wurde Pelletier im Februar 2011 nach einer Negativserie mit nur einem Sieg aus sieben Begegnungen entlassen.
Im Oktober 2012 trat er beim HC Ambrì-Piotta abermals das Amt des Cheftrainers an. Er übernahm die Mannschaft als Tabellenletzter und führte sie in der Abstiegsrunde zum Verbleib in der NLA. In der Saison 2013/14 gelang die Qualifikation für die Playoffs. Im Oktober 2015 trennten sich die Leventiner von Pelletier. Nach einem guten Saisonauftakt (vier der sieben Spiele gewonnen) vermochte die Mannschaft dieses Niveau in der Folge nicht zu halten. Nach einer 3:6-Niederlage gegen seinen Ex-Klub HC Lugano und einer Serie von lediglich zwei Siegen aus zehn Partien musste Pelletier gehen.
Mitte November 2017 wurde er als Nachfolger von Alex Reinhard neuer Cheftrainer von HCC La Chaux-de-Fonds in der Swiss League. Pelletier blieb bis zum Ende der Saison 2018/19 im Amt. In seinem letzten Spieljahr als Trainer von La Chaux-de-Fonds hatte er die Mannschaft auf den ersten Platz der Hauptrunde («Qualifikation») sowie anschliessend in den Final geführt, wo man Langenthal mit 0:4-Siegen unterlag. Im Dezember 2019 wurde er Cheftrainer des HC Lugano, er erhielt vorerst einen Vertrag bis zum Saisonende. Pelletier blieb auch darüber hinaus in Lugano. In der Saison 2020/21 schied er mit der Mannschaft im Viertelfinale um die Schweizer Meisterschaft aus, nachdem Pelletier Lugano zuvor auf den zweiten Rang der «Qualifikation» geführt hatte. Im Mai 2021 wurde er entlassen.
Am 8. Februar 2022 übernahm er in Deutschland die DEL-Mannschaft der Augsburger Panther, nachdem Mark Pederson aufgrund schlechter sportlicher Leistung freigestellt wurde. Pelletier blieb bis zum Ende der Saison 2021/22 in Augsburg. Er führte die Mannschaft mit dem Erreichen von 20 Punkten in 15 Spielen zum Klassenerhalt.

## Nationalmannschaft
2008, 2013 und 2014 gehörte Pelletier als Co-Trainer zum Stab des Team Canada beim Spengler Cup.